# Geschichte der Sozialdemokratischen Partei der Schweiz
Die heute noch bestehende Sozialdemokratische Partei der Schweiz (SP) ist am 21. Oktober 1888 in Bern gegründet worden. Ihre Vorgängerorganisationen waren verschiedene Arbeitervereine, kantonale Sozialdemokratische Parteien, der Arbeiterbund und in gewissem Masse auch der Grütliverein.

## Die ersten Versuche einer Parteigründung: Grütliverein und Sozialdemokratie

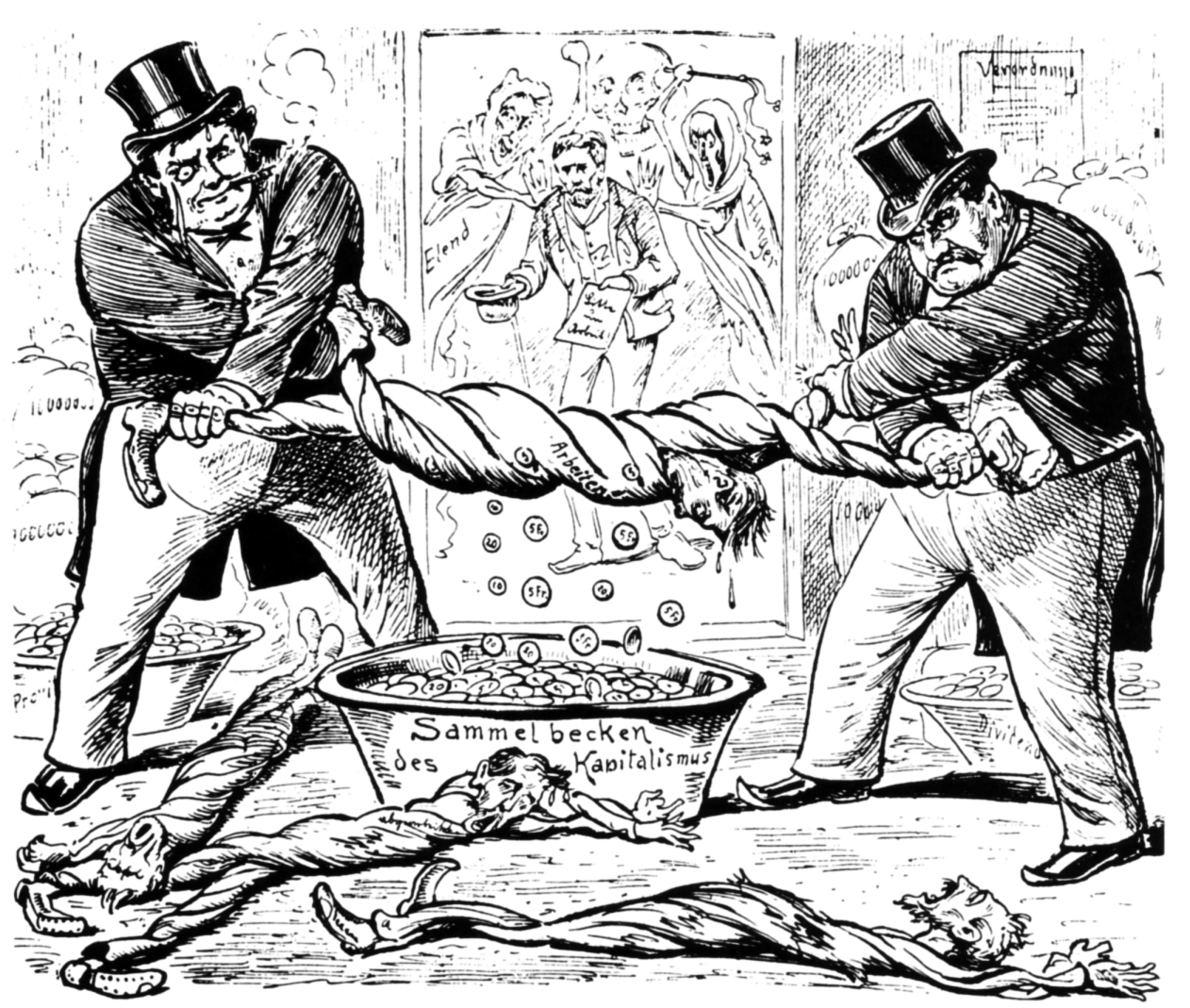
«Das neue Verhältnis zwischen Arbeiter und Unternehmer». Karikatur von 1896 auf die schlechten Arbeitsbedingungen in schweizerischen Unternehmungen aus Sicht der Arbeiterbewegung in der satirischen Zürcher Zeitschrift «Der neue Postillon»

Die älteste Organisation der schweizerischen Arbeiterbewegung war der Grütliverein, der 1838 in Genf gegründet wurde und sich bis 1843 über die ganze Schweiz ausbreitete. Seine Mitglieder bezeichneten sich als «Grütlianer». Sie sahen ihren Verein als «Vereinigung gesunden nationalen und sozialen Strebens» und widmeten sich vor allem der Bildung der Arbeiterschaft. Anfänglich gehörten dem Grütliverein vor allem Handwerksgesellen an, später auch Arbeiter. In der ersten Hälfte des 19. Jahrhunderts betonten die Statuten den ständeübergreifenden Charakter des Vereins. Erst durch die Statuten von 1849 wandte sich der Grütliverein stärker der Politik zu, zuerst vor allem im Sinn der freisinnigen Bewegung, d. h. Demokratisierung und Zentralisierung der Eidgenossenschaft waren ein Hauptanliegen. In der zweiten Hälfte des 19. Jahrhunderts vertraten die städtischen Vereine zunehmend eine dem Sozialismus zuneigende linke Tendenz und wurde zu einem «Stosstrupp der demokratisch-sozialen Erneuerungsbewegung».
Aufsehen erregte der Anschluss des führenden Grütlianers Albert Galeer an die 1849 in Genf gegründete kantonale Sozialdemokratische Partei, wenn dies auch auf den Verein als ganzes vorerst keine Auswirkungen hatte. Der Verein vertrat zunehmend politische Anliegen der Arbeiterschaft auf nationaler und kantonaler Ebene. 1874 wurden die Statuten dahingehend verändert, dass als Vereinsziel «die Entwicklung des politischen und sozialen Fortschrittes im Schweizerlande und die Förderung des nationalen Bewusstseins auf demokratischer Grundlage» festgelegt wurde. Der Grütliverein spielte bei verschiedenen Abstimmungskämpfen eine wichtige Rolle als Interessenvertreter der Arbeiterschaft, so beim Kampf um das Fabrikgesetz von 1877 ohne sich dabei klar marxistische bzw. sozialistisch auszurichten. Die Mitgliederzahlen erreichten im Jahre 1890 mit rund 16'000 Mitgliedern einen Höchststand. Verschiedene Versuche, den Verein in eine Partei umzuwandeln scheiterten. Allerdings war der Verein durch einige Mitglieder im Nationalrat tatsächlich politisch vertreten.
Einen ersten Versuch zur Gründung einer Sozialdemokratischen bzw. Sozialistischen Partei der Schweiz gab es 1870 in Zürich anlässlich eines allgemeinen sozialistischen Kongresses auf die Initiative von Herman Greulich, dem Gründer und Redaktor der Arbeiterzeitung Tagwacht. Die Partei konnte sich jedoch neben dem Grütliverein, den deutschen Arbeitervereinen sowie den Sektionen der Ersten Internationalen nicht behaupten. Nachdem die Auseinandersetzungen zwischen den Marxisten und den Anarchisten 1872 zur Spaltung der Internationalen geführt hatten, versuchte man vergeblich, 1873 alle Gruppierungen der Arbeiterbewegung im Alten Arbeiterbund zusammenzufassen. 1880 wurde der Arbeiterbund deshalb am Oltener Kongress der schweizerischen Arbeiterbewegung wieder aufgelöst und die Sozialdemokratische Partei erneut gegründet. Parallel dazu wurden der Schweizerische Gewerkschaftsbund und die Arbeiterstimme als neues Parteiorgan aus der Taufe gehoben. Auch die zweite Parteigründung erwies sich mangels geeigneter Führer und wegen Geldmangel als nicht überlebensfähig.

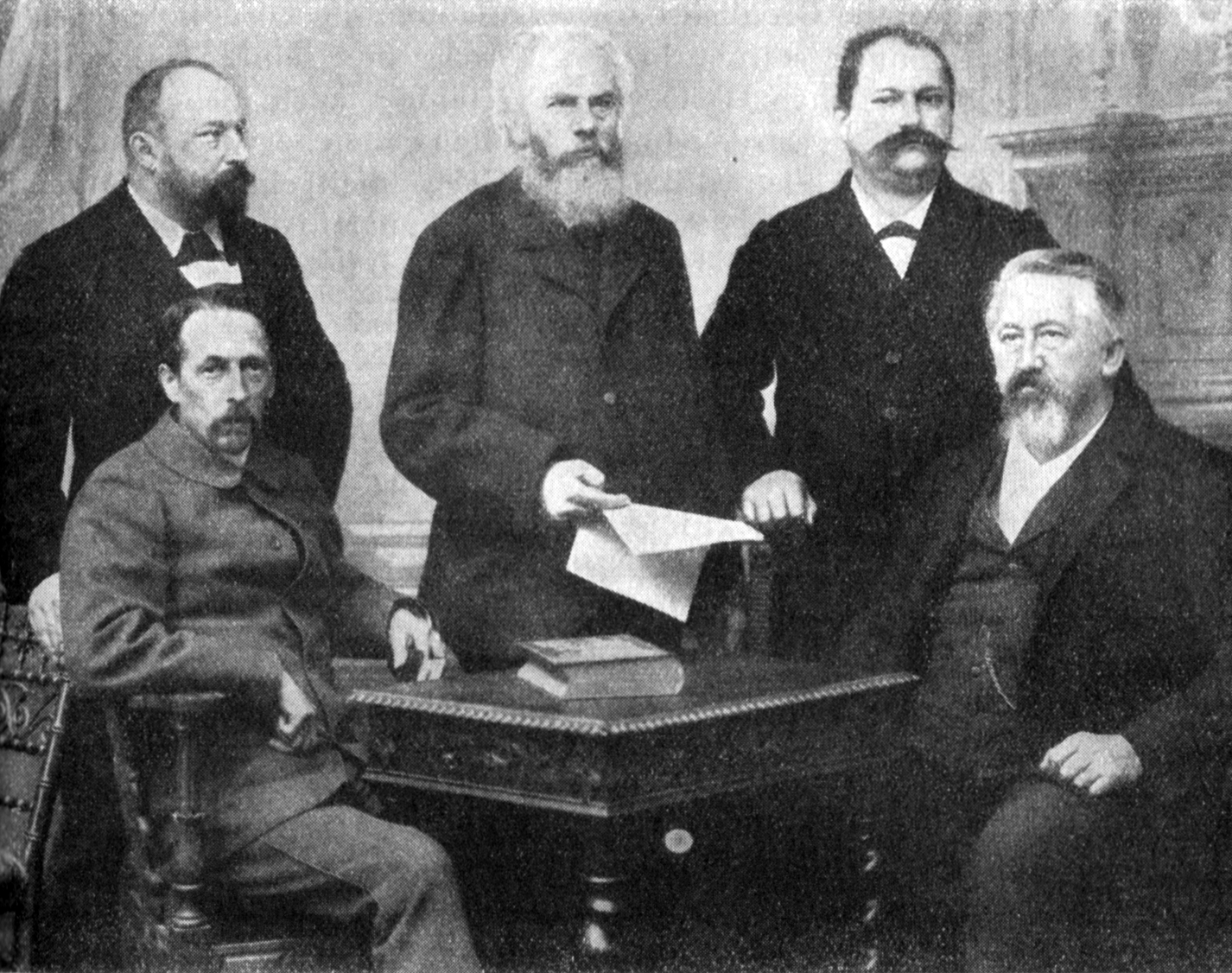
Herman Greulich (Mitte) mit seinen Mitarbeitern im Schweizerischen Arbeitersekretariat, ca. 1889

1883 fanden sich sozialdemokratisch gesinnte Vertreter des Grütlivereins, Gewerkschafter und die Vertreter der glücklosen Partei zu einem Komitee zusammen, das eine Reorganisation der Partei an die Hand nahm. Unter der Leitung des freisinnigen Berner Rechtsanwalts Albert Steck wurde schliesslich 1888 die Partei zum dritten und bisher letzten Mal neu gegründet. Eigentlich war diese dritte Gründung nur eine Wiederbelebung, da die Partei aber eine grundsätzlich andere Ausrichtung als 1880 hatte, kann von einer «Neugründung» gesprochen werden. Steck entwarf selber das erste Parteiprogramm, das als Hauptziel der Partei die Vergesellschaftung der Produktionsmittel bezeichnete und eher am Konzept des ethischen Sozialismus orientiert war als am Marxismus. Die Sozialdemokratische Partei der Schweiz schien deshalb zu Anfang als eine «Verlängerung des Freisinns auf den vierten Stand» in grütlianischer Tradition. Der Grütliverein blieb aber auch jetzt als viel bedeutendere Arbeiterorganisation neben der SP bestehen.

## Entwicklung bis zum Ersten Weltkrieg

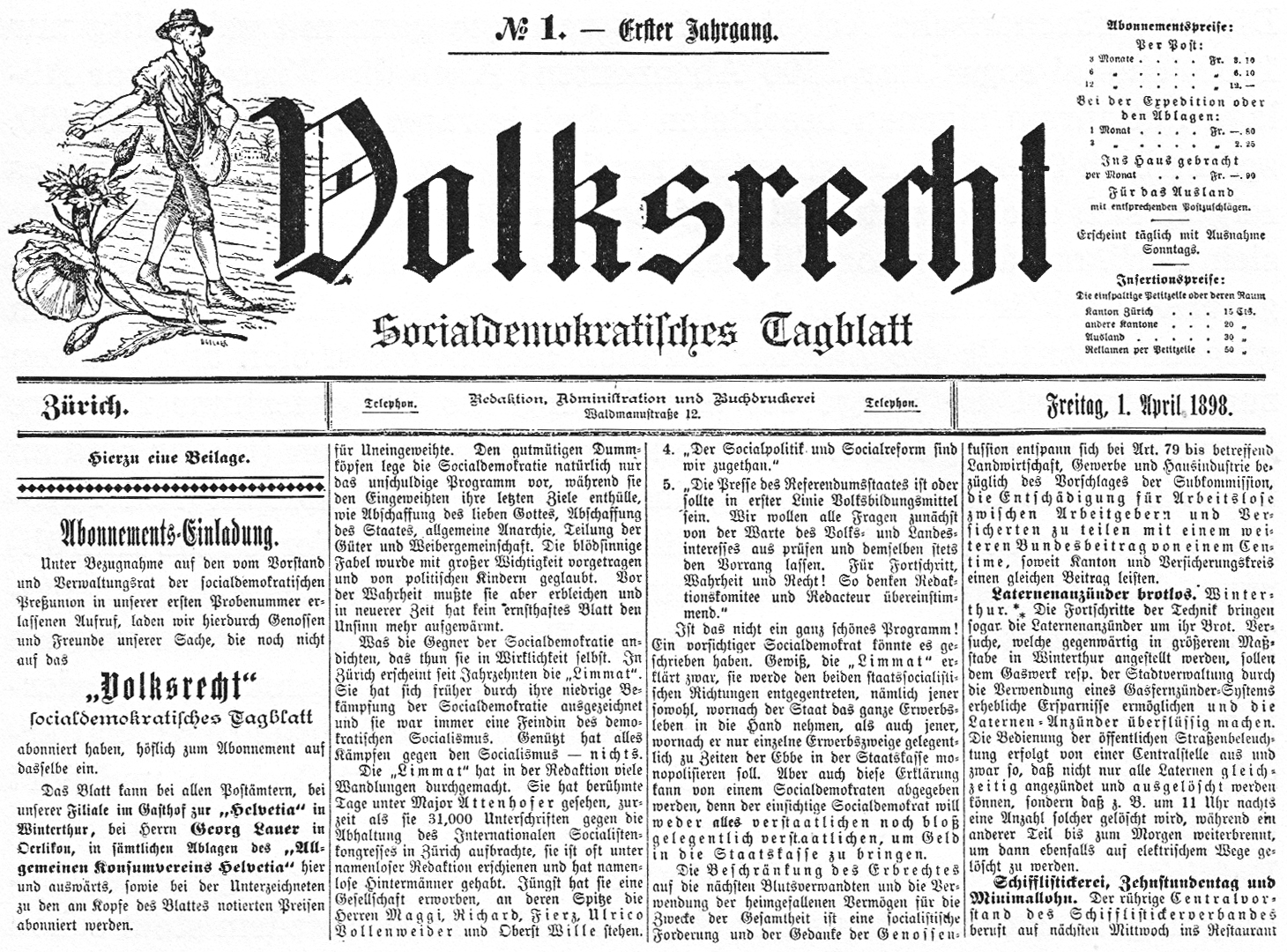
Erste Nummer der Tageszeitung Volksrecht, 1. April 1898, dem Organ der Sozialdemokratischen Partei in Zürich

Wahlpropaganda für die Zürcher Kandidaten der Arbeiterschaft im Vorfeld der "Nationalrats-Wahlen 1899", auf der Rückseite die Kandidatennamen Otto Lang, Herman Greulich, M. Fähndrich, Robert Seidel, Jakob Vogelsanger, Friedrich Erismann

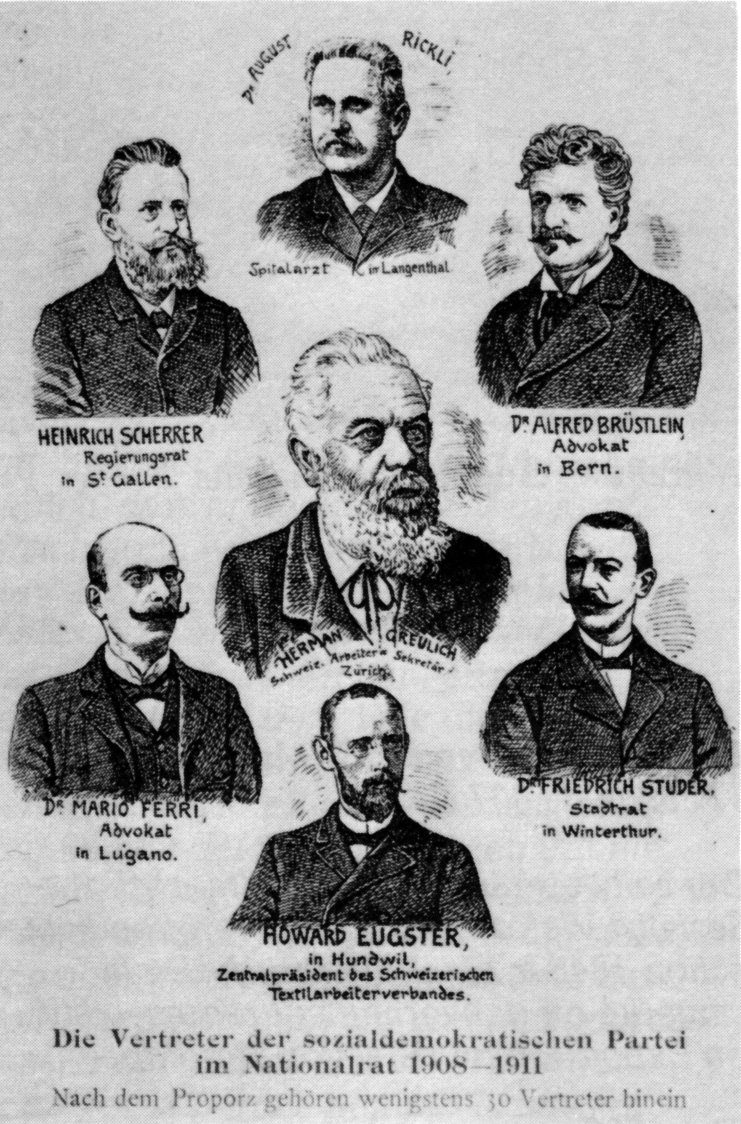
Die «Kapelle Greulich», die sieben Vertreter der SP im Nationalrat zwischen 1908 und 1911: Herman Greulich aus Zürich, Howard Eugster aus Hundwil, Mario Ferri aus Lugano, Heinrich Scherrer aus St. Gallen, August Rickli aus Langenthal, Alfred Brüstlein aus Bern sowie Friedrich Studer aus Winterthur

1893 reformierte der Grütliverein unter dem Eindruck der Verstärkung der sozialistischen Ausrichtung seiner Mitglieder seine Statuten dahingehend, dass er sich als «proletarische Klassenorganisation» definierte. Das Zusammenrücken der beiden Organisationen mündete schliesslich 1902 in der «Solothurner Hochzeit», als die Führungsspitze der SP und des Grütlivereins fusioniert wurden und der mächtige Grütliverein der noch relativ unbedeutenden SP beitrat. Erst durch diesen Schritt gelang die definitive Festigung der Sozialdemokratischen Partei der Schweiz. Der Grütliverein hielt allerdings auch innerhalb der SP bis zu seiner Auflösung 1925 daran fest, dass die soziale Frage friedlich innerhalb des demokratischen Staates gelöst werden könne.
Auf politischer Ebene konnte die SP bis zum Ersten Weltkrieg kaum Erfolge verbuchen, da das Majorzwahlverfahren in den schweizerischen Parlamentswahlen ihren Aufstieg behinderte. Bei den Wahlen 1890 wurde Jakob Vogelsanger zum ersten sozialdemokratischen Nationalrat gewählt. Obwohl gemäss zeitgenössischen Quellen ca. 64'000 der 350'000 schweizerischen Stimmberechtigten sozialdemokratisch wählten, gelang es bis 1902 lediglich sieben Sozialdemokraten, einen Sitz im Nationalrat zu gewinnen. Sie bildeten im Rat die von bürgerlichen Politikern belachte und beargwöhnte sog. «Kapelle Greulich». Ein Ständeratsmandat konnte erst 1911 erobert werden. Zwei Volksinitiativen zur Einführung des Proporzes bei den Nationalratswahlen scheiterten 1900 und 1910. Erfolgreicher war die Partei auf kommunaler und kantonaler Ebene. Unmittelbar vor dem Ersten Weltkrieg stieg die Zahl der sozialdemokratischen Nationalräte 1911 auf 18. Im Jahr 1913 gelang es der SP, zusammen mit den Katholisch-Konservativen, eine neue Initiative zur Einführung der Proporzwahl für den Nationalrat zu lancieren, die am 13. Oktober 1918 von Volk und Ständen angenommen wurde.
Die Zunahme der Arbeitskämpfe und die sich häufenden Ordnungsdiensteinsätze von Polizei und Militär gegen die streikende oder protestierende Arbeiterschaft radikalisierte die sozialdemokratische Bewegung zusehends. Als 1904 das Parteiprogramm revidiert werden sollte, setzte sich deshalb der «marxistische» Programmentwurf des orthodoxen Marxisten Otto Lang durch. Die SP bekannte sich darin klar zum Marxismus, womit eine starke Dogmatisierung einherging. Daraus ergaben sich zahlreiche Widersprüche zur politischen Praxis, da sich ein Bekenntnis zur schweizerischen Demokratie schlecht mit den Thesen des Marxismus vereinbaren liess. Die neuen Grundsätze der Partei waren in der breiten Bevölkerung nicht sonderlich populär; besonders die Ideen des Klassenkampfs und des Internationalismus wurden als «unschweizerisch» angesehen und brachten der SP wegen ihrer zunehmenden Anlehnung an die deutsche Sozialdemokratie und der zahlreichen Ausländer in den Gewerkschaften den Ruf einer «Ausländerpartei» ein.
Im Parteiprogramm von 1904 wurden zahlreiche Politikbereiche angesprochen, die als Schwerpunktthemen bis zum Ersten Weltkrieg für die SP aktuell blieben. Die Demokratisierung des Heerwesens, die Abschaffung der Militärjustiz besonders in Friedenszeiten, soziale Abfederung der Kosten des Militärdienstes für die Milizsoldaten, der Ausbau der Koalitionsfreiheit, das Streikrecht, die Einführung des Proporzwahlrechts auf Bundesebene, Volkswahl des Bundesrates, staatliche Massnahmen gegen Monopole und Kartelle sowie ein weiterer Ausbau der Volksrechte. Daneben wurde in marxistischem Sinne eine weitgehende Verstaatlichung von Teilen der Wirtschaft, sozialer Wohnungsbau, die Einführung von Reichtumssteuern etc. gefordert. Mehrere Parteitage kamen jedoch zum Schluss, dass klassenkämpferische Zwangsmittel wie der Generalstreik in der Schweiz angesichts ihrer demokratischen Organisation nicht durchführbar seien.
Die wiederholten Polizeieinsätze des Militärs gegen Streikende förderten auch zunehmend antimilitaristische und pazifistische Strömungen in der Arbeiterschaft und somit auch in der Sozialdemokratie. Theoretisch wandte sich zwar der Marxismus gegen Militarismus und Krieg, denn er erblickte in ihnen das Mittel des Kapitalismus, um seine Macht fortwährend zu vergrössern, doch wollte sich die SP-Führung zu diesem Zeitpunkt nicht kategorisch gegen die militärische Landesverteidigung stellen, da sie die demokratischen Errungenschaften der Schweiz durchaus als verteidigungswürdig einstufte. Anlässlich der Diskussion um eine neue eidgenössische Militärorganisation beschloss die Partei 1904, diese nur zu billigen, wenn Garantien gegen die in ihren Augen missbräuchliche Aufbietung von Truppen bei Streiks gegeben würden; ferner wurde eine Demokratisierung der Armee gefordert. Da die Bundesbehörden nicht auf diese Bedingungen eintraten, ergriff die SP mit Erfolg das Referendum gegen die Militärorganisation, unterlag aber in der Volksabstimmung. Die Diskussion um die Frage der Militärorganisation in den Jahren 1904–1907, die noch bis zur Armeereform 1911 weiterging, bereitete den Weg für eine Radikalisierung der Partei bezüglich der Militärfrage. 1905 konstituierte sich eine «Antimilitaristische Liga» mit vornehmlich pazifistisch gesinnten Mitglieder, die sich auf die anarchistische und christliche Tradition zugleich berief. Die Liga war in der SP vertreten durch Charles Naine und Fritz Brupbacher, die mit ihren Gesinnungsgenossen aber nur eine Minderheit bildeten. Am Parteitag von 1906 unterlagen die Pazifisten mit ihren militärkritischen Vorstössen mit 35 zu 204 Stimmen klar und die Partei bekannte sich zur Notwendigkeit des bewaffneten Grenzschutzes zur Aufrechterhaltung der schweizerischen Neutralität und Unabhängigkeit. Kritisiert wurde allerdings erneut der Armeeeinsatz im Innern. Seitdem der Widerstand gegen die Armeereform 1911 gescheitert war, stellte die SP jährlich in den eidgenössischen Räten den Antrag, die Militärausgaben ganz zu unterdrücken. Dabei wurde argumentiert, es werde in Europa keinen Krieg mehr geben, da die Solidarität der organisierten Arbeiterschaft in allen Ländern eine Mobilisierung verhindern würde. Noch sechs Monate vor Ausbruch des Ersten Weltkrieges wurde von Robert Grimm und Charles Naine ein entsprechender Antrag im Parlament eingebracht. Diese Haltung wurde der SP von bürgerlicher Seite noch lange vorgehalten, da die Parlamentarier der SP kurz darauf den Anträgen des Bundesrates auf unbeschränkte Militärkredite zustimmten.
Gesamthaft gesehen behielt in der schweizerischen Arbeiterbewegung vor 1914 klar der gemässigte, demokratisch-evolutionäre Flügel die Oberhand über den radikalen revolutionär-klassenkämpferischen Kreisen. Die religiös-soziale sowie die idealistisch-pazifistische Strömung um Leonhard Ragaz, Charles Naine und Ernest-Paul Graber blieb innerhalb der Partei ebenfalls bis zum Krieg eine Randerscheinung.

## Radikalisierung und Spaltung der Arbeiterbewegung während des Ersten Weltkrieges

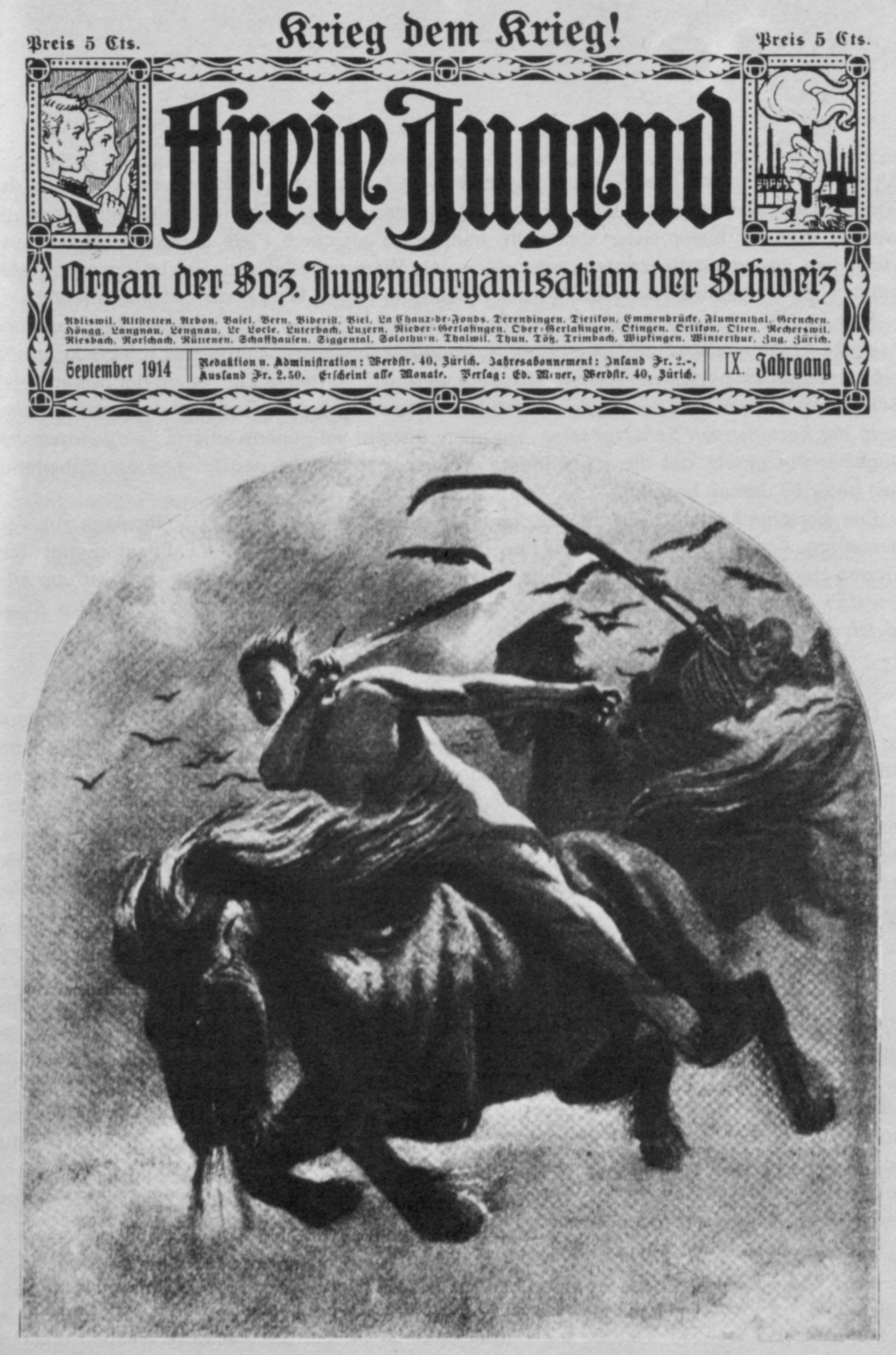
Titelseite der «Freien Jugend» vom September 1914, dem von Willi Münzenberg redigierten Organ der Jungsozialisten.

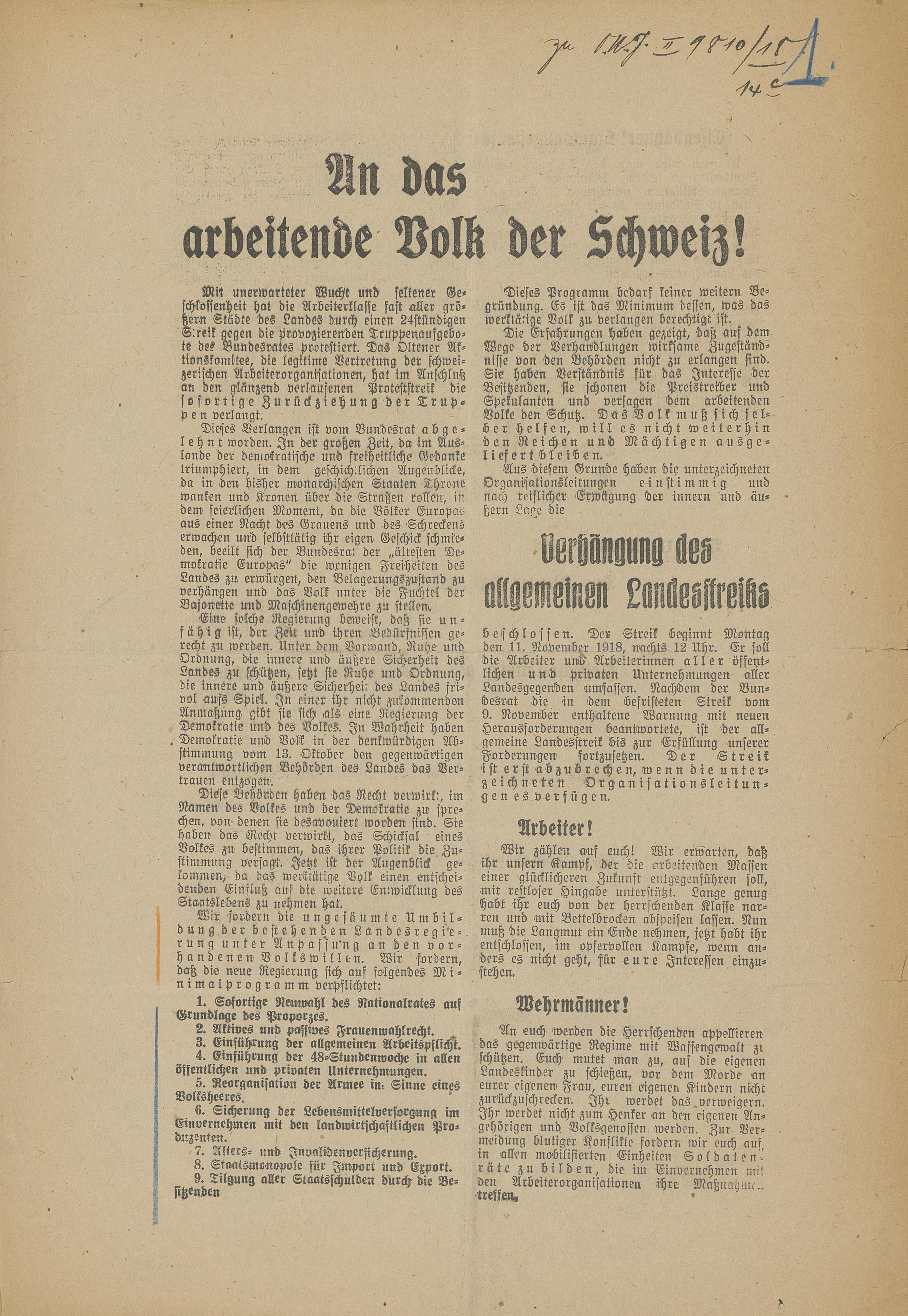
Flugblatt des Oltener Komitees mit dem Aufruf zum Landesstreik im November 1918, Vorderseite

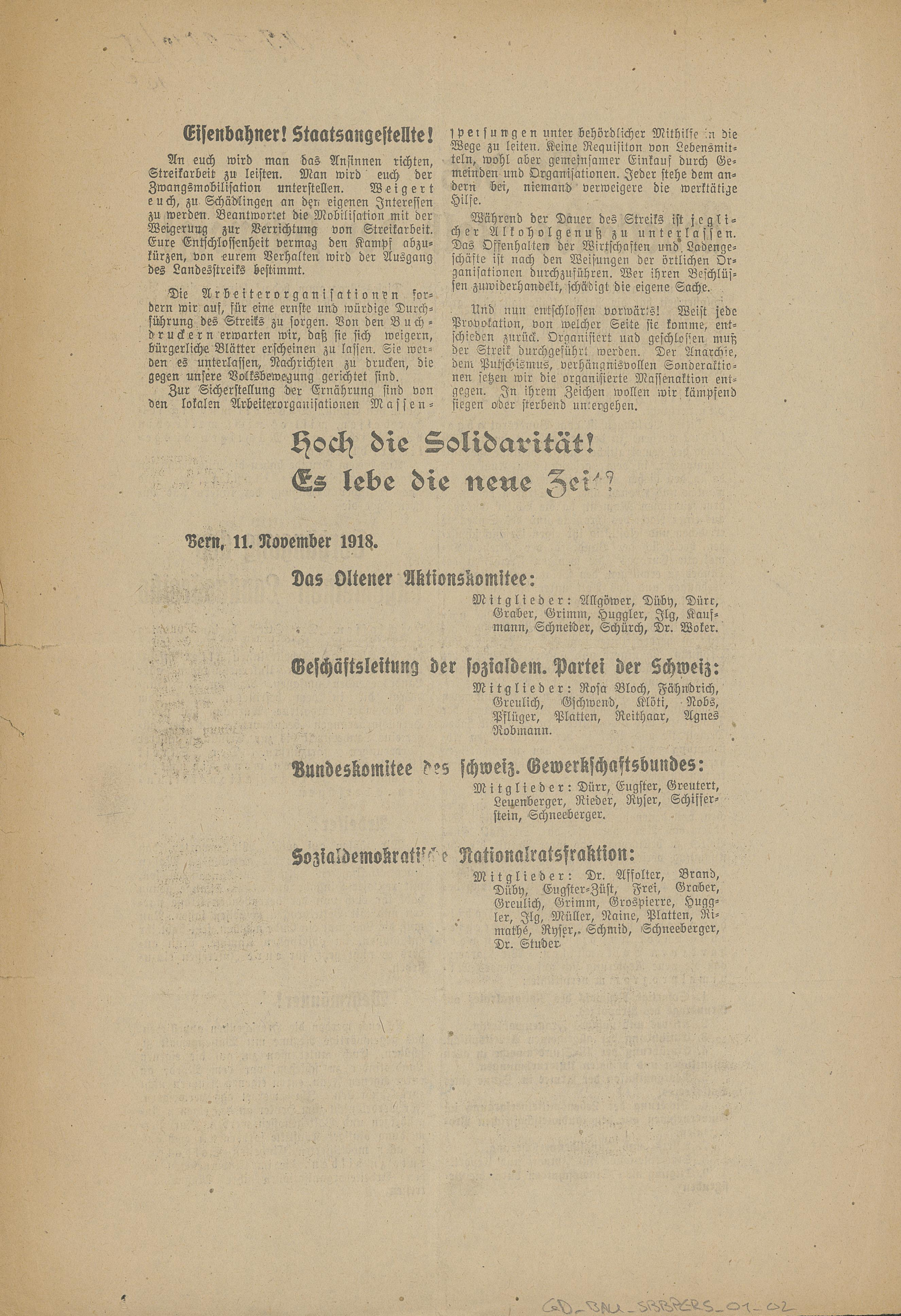
Streikaufruf, Rückseite

Bei Kriegsausbruch stimmte die sozialdemokratische Fraktion im Nationalrat fast geschlossen den Vollmachten für den Bundesrat und dem Burgfrieden mit den bürgerlichen Parteien zu. Nur die zwei radikal pazifistischen Nationalräte Graber und Naine aus Neuenburg enthielten sich aus Protest der Stimme. Angesichts des Kriegsausbruchs zerfiel die Sozialistische Internationale und die meisten Sozialisten Europas fügten sich in die nationalistischen Kriegsprogramme der bürgerlichen Regierungen. Die radikalen Sozialisten, die den Krieg als Verrat an den Interessen der Arbeiterschaft ablehnten, sammelten sich in der Schweiz bei den Jungsozialisten um Willi Münzenberg und um die exilierten Führer der russischen Sozialisten um Lenin, der während des Krieges in der Schweiz lebte. 1915 initiierte der Berner Sozialist Robert Grimm die Zimmerwalder Bewegung, die eine Wiederbelebung der Internationalen zum Ziel hatte und die Kooperation der Sozialisten mit den Kriegsparteien als «Sozialpatriotismus» verurteilte. 1916 fand erneut eine internationale sozialistische Konferenz im bernischen Kiental statt, an der sich jedoch bereits eine Spaltung der Arbeiterbewegung in einen radikal-revolutionären Flügel und einen gemässigten demokratisch-evolutionären Flügel abzeichnete.
Angesichts der Teuerung und der noch nicht existierenden finanziellen Abgeltung für den Militärdienst (→Lohnersatzordnung) litten insbesondere in den Städten zahlreiche Familien Not, so dass sich Proteste und Demonstrationen häuften. Die Arbeiterschaft radikalisierte sich zusehends, so dass sich in der Führung der SP ein Generationenwechsel zu den jüngeren und radikaleren Ernst Nobs und Robert Grimm abzeichnete. Die Arbeiterbewegung wurde durch den Krieg aber auch durch die gewaltsamen Konfrontationen mit dem Militär und den sich häufenden Misshandlungen von Arbeitern im Militärdienst auch zunehmend antimilitaristisch. Die betont konfrontative Haltung der Militärführung unter General Ulrich Wille intensivierte diesen Trend zusätzlich. Die Jungsozialisten forderten 1917 die organisierte Wehrpflichtverweigerung durch die Arbeiterschaft und provozierten Empörung bei den bürgerlichen Parteien. Da sich die SP der Zimmerwalder Bewegung anschloss, trug sie im Prinzip auch deren Verurteilung von Militarismus und Pazifismus mit. Während die aktive Bekämpfung des Militarismus dem Klassenkampf zugerechnet wurde, sah man den Pazifismus lediglich als eine Behinderung des Klassenkampfes. Für das Jahr 1917 wurde deshalb ein ausserordentlicher Parteitag einberufen, der über eine Revision der Haltung der SP zur schweizerischen Landesverteidigung entscheiden sollte.
Der Parteitag von 1917 brachte schliesslich einen Richtungs- und Generationenwechsel innerhalb der SP, der die Partei bis in die späten dreissiger Jahre prägen sollte. Angesichts von gewaltsamen Zusammenstössen zwischen der Armee und Arbeitern in La Chaux-de-Fonds im Mai 1917 und der Obersten-Affäre nahm der Parteitag mit deutlicher Mehrheit ein antimilitarisches Programm an, das alle Parteivertreter dazu verpflichtete, jegliche Militärkredite abzulehnen und die Wehrpflicht ablehnte und die Unterstützung der Militärdienstverweigerer vorsah. Damit entzog die SP dem schweizerischen Militär die Legitimation, auch von der Arbeiterbewegung getragen zu sein. Gemässigtere Vertreter der Partei wie Herman Greulich, Emil Klöti und Gustav Müller, die bisher eine führende Position eingenommen hatten, sahen sich in die Minderheit versetzt.
Im November 1918 kam es zur Machtprobe zwischen der schweizerischen Armee und der Arbeiterbewegung, als das auf Initiative von Robert Grimm gegründete Oltener Aktionskomitee den landesweiten Generalstreik ausrief, um seinen sozialpolitischen Forderungen Nachdruck zu verschaffen. Diese wichtigste gesellschaftspolitische Auseinandersetzung der schweizerischen Zeitgeschichte endete für die Sozialdemokratie in einer Niederlage. Zwar konnten einige der Forderungen wie die Umsetzung Proporzwahlrechts verwirklicht werden, aber der Streik bewirkte auch die Zusammenführung der bürgerlichen Parteien zum sog. «Bürgerblock». Die Beteiligung der SP an der Regierung durch die Aufnahme eines Vertreters in den Bundesrat rückte in weite Ferne. Dafür gewährte der Freisinn der Katholisch-Konservativen Partei und später der Bauern-, Gewerbe und Bürgerpartei je einen Sitz, um die politische Isolation der SP noch zu verstärken. So konnte die SP von der Verdoppelung ihrer Mandate von 20 auf 41 in den Nationalratswahlen von 1919, die erstmals nach dem Proporz durchgeführt wurden, politisch nicht profitieren, da sie sich einer unüberwindlichen bürgerlichen Mehrheit gegenübersah.

## Strömungen der schweizerischen Sozialdemokratie in der Zwischenkriegszeit
Während des Ersten Weltkriegs kam es auch in der Schweiz zu einer Zuspitzung der Richtungskämpfe innerhalb der Arbeiterbewegung. Mehrere Strömungen bildeten sich heraus, von denen einige sich von der Partei abspalteten bzw. von ihr ausgeschlossen wurden. Innerhalb der Partei können zwei Hauptgruppen unterschieden werden: Marco Zanoli bezeichnet diese als "revolutionär-klassenkämpferische" und "evolutionär-demokratische" Richtung, wobei er diese Einteilung an den Mitteln orientiert, die gemäss der jeweiligen Richtung zur Erreichung der sozialistischen Gesellschaftsordnung eingesetzt werden sollten. Neben diesen zwei Hauptgruppen kann zusätzlich die pazifistisch-idealistische Richtung ausgemacht werden. Weiter verbreitete Einteilungen der konkurrierenden Gruppen unterscheiden zwischen einem reformistisch gesinnten, rechten Flügel der Partei, einem marxistisch gesinnten Zentrum und einem linken Flügel, der sich später teilweise als Kommunistische Partei der Schweiz abspaltete. Diejenigen Politikbereiche, in denen die Differenzen am grössten waren, können als die sog. «Wehrfrage» und die «Demokratiefrage» identifiziert werden. Mit dem Begriffspaar wurde während der Zwischenkriegszeit der Streit um die Anerkennung der schweizerischen Landesverteidigung und der demokratischen Staatsform durch die Sozialdemokratie bezeichnet, der innerhalb der Partei und zwischen der SP und den bürgerlichen Parteien geführt wurde.
Die "revolutionär-klassenkämpferische" Richtung der Sozialdemokratie stützte sich ganz auf die Lehre des Marxismus und die Theorie des Historischen Materialismus, welche die Entwicklung der Menschheit als eine Geschichte von Klassenkämpfen definierten. Diese Richtung wird in der Literatur auch als systemreformierender bzw. revolutionärer Flügel der SP bezeichnet. Er dominierte vor allem unter den jüngeren Sozialdemokraten. Angehörige dieser Parteirichtung lehnten die Landesverteidigung der Schweiz ab, da sie die sozialistische Bewegung als ein internationales Phänomen auf der Basis der gesellschaftlichen Klasse des Proletariats und nicht als eine nationale Partei mit einer begrenzten Wählerschaft begriff. Aus dieser Perspektive bestand kein Interesse an der Verteidigung eines einzelnen Landes, höchstens an der Verteidigung eines sozialistischen Staates gegen kapitalistische Feinde. Die Armee des bürgerlichen Staates Schweiz wurde grundsätzlich bekämpft, da sie immer als ein Mittel der herrschenden Klassen zur Unterdrückung der Arbeiter und zur Verhinderung der Revolution angesehen wurde. Die Ziele der revolutionär-klassenkämpferisch gesinnten Richtung war die Befreiung der schweizerischen Arbeiterklasse mit dem Mittel der gewaltsamen Revolution sowie der Ersatz des als scheindemokratisch bezeichneten schweizerischen politischen Systems durch die Diktatur des Proletariats. Trotzdem stand die revolutionäre Bewegung nach der Spaltung der Zimmerwalder Bewegung im April 1917 rechts von der sog. Zimmerwalder Linken, aus der 1919 unter der Führung Lenins die dritte Kommunistische Internationale (Komintern) hervorging. Ihre schweizerischen Anhänger spalteten sich 1921 unter Franz Welti als Kommunistische Partei der Schweiz (KPS) von der SP ab, nachdem die SP den Beitritt zur Komintern abgelehnt hatte.
Die "evolutionär-demokratische" Richtung vereinigte das Ziel der Befreiung der Arbeiterklasse mit der Idee, dass auch ein sozialistischer Staat nur auf demokratischer Basis funktionieren könne, weshalb sie die Einführung der Diktatur des Proletariats für die Schweiz ablehnte. Diese Gruppierung wird in der Literatur auch als systempartizipierender, demokratischer Flügel der SP bezeichnet. Für die evolutionäre Gruppe verlief im Ideal die Revolution über eine demokratische Machtübernahme und nicht gewaltsam – aus diesem Grund bekannte sie sich zur Landesverteidigung, so lange damit die sozialen Errungenschaften der Schweiz gegen einen rückständigeren Staat verteidigt werden könnten. Die evolutionäre Gruppe lehnte die Armee nicht grundsätzlich ab, sondern kritisiert bestehende Missstände und strebte ihre Demokratisierung nach damaligen Vorstellungen an (demokratische Wahl der Offiziere durch die Mannschaften, ausgeglichene Vertretung aller Gesellschaftsschichten im Offizierskorps, demokratische Kontrolle der Armee etc.). Vor allem Einsätze der Armee gegen innere, politische und wirtschaftliche Unruhen lehnt sie kategorisch ab.
Die pazifistisch-idealistische Tendenz zerfiel ihrerseits in einen religiösen (→Religiöser Sozialismus) und einen idealistisch orientierten Pazifismus. Beide lehnten konsequent jede Gewaltanwendung ab und waren deshalb gegen das Prinzip der Diktatur des Proletariats, gegen eine gewaltsame Revolution und sogar gegen die Verteidigung einer sozialistischen Schweiz. Die Ziele aller Pazifisten waren eine umfassende Abrüstung, die Aufklärung der Öffentlichkeit über das wahre Gesicht des Krieges und die Etablierung einer wirksamen internationalen Schiedsgerichtsbarkeit.

## Politik in der Zwischenkriegszeit bis 1935

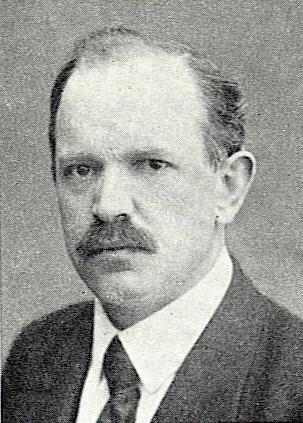
Robert Grimm, dominierende Figur in der schweizerischen Arbeiterbewegung in der ersten Hälfte des 20. Jahrhunderts

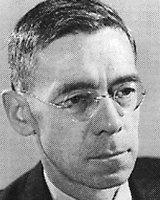
Max Weber, wirtschaftspolitischer Vordenker der SP, führender Gewerkschafter

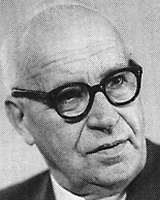
Ernst Nobs, Chefredaktor des Volksrechts, Nationalrat und Zürcher Kantonalpolitiker

Nach den Wirren um den Landesstreik und die Machtübernahme der revolutionär-klassenkämpferischen Tendenz stand die Frage des Beitritts der SP zur III. Internationalen im Zentrum der Debatte. Obwohl es noch 1918 schien, als würde die SP völlig ins radikal-marxistische Lager abschwenken, wurde 1919 mit der Wahl von Gustav Müller zum Parteipräsidenten der Vorort der Partei vom radikalen Zürich ins gemässigtere Bern verlegt. Der Beitritt zur III. Internationalen wurde dementsprechend abgelehnt. Das neue Parteiprogramm, das 1920 in Bern beschlossen wurde, zeigte aber trotzdem deutlich klassenkämpferische Züge und zielte darauf ab, die äussere Linke der Arbeiterbewegung in der Partei zu halten. Trotzdem kam es 1921 zur Abspaltung der extremen Linken durch die Gründung der Kommunistischen Partei der Schweiz.
Das Parteiprogramm von 1920 setzte in zwei politisch heiklen Punkten erneut einen klaren Kontrapunkt zum bürgerlichen Staat. Einerseits wurde die Landesverteidigung und der Militarismus und andererseits die bestehende demokratische Ordnung abgelehnt, indem für den Fall eines demokratischen Wahlsieges der SP die Umsetzung der Diktatur des Proletariats angekündigt wurde. Das hiess nach damaligem Verständnis, die Einführung des Rätesystems. Der Kampf gegen den Militarismus wirkte sich konkret darin aus, dass die Parlamentarier der SP konsequent gegen alle Militärausgaben stimmten und weiterhin Militärdienstverweigerer unterstützt wurden und die Abschaffung der Militärjustiz gefordert wurde. Angesichts der realen Kräfteverhältnisse im Parlament beschränkten sich die Erfolge darauf, dass 1926 durch ein momentanes Zweckbündnis mit den Katholisch-Konservativen eine Fixierung des Militärbudges auf 85 Millionen Franken gelang. Der Preis für diesen Erfolg war die Nichtwahl Robert Grimms ins Nationalratspräsidium.
Die Initiative zur Abschaffung der Militärjustiz scheiterte genauso wie alle Versuche, auf die anstehenden Militär- oder Rüstungsvorlagen Einfluss zu nehmen, am «Bürgerblock» der Katholisch Konservativen und Freisinnigen. Allerdings gelang es, die bürgerliche Schutzhaftinitiative und die Lex Häberlin (Abstimmung vom 24. September 1922) zu verhindern, die dem bürgerlichen Staat Rechtsmittel in die Hand gegeben hätten, um gegen sozialistische Propaganda, Agitation und Streiks vorzugehen. Die lautstark geführte Kampagne der SP gegen den Militarismus blieb so ohne konkrete politische Folgen, ausser dass er die Partei gegenüber den bürgerlichen Kräften klar abgrenzte. Auch beim Beitritt der SP zur Sozialistischen Arbeiter-Internationalen (SAI) 1926 bestanden die Schweizer Genossen auf ihre vom sozialdemokratischen Mainstream abweichenden Positionen in der Militär- und der Demokratiefrage.
Die fortwährende politische Isolation wurde für die Sozialdemokratie in den Zwanziger Jahren immer mehr zum Problem, weil dadurch eine wirksame Reform der Sozialgesetzgebung verhindert wurde. Die Gewerkschaften konnten die Einführung der 48-Stunden-Woche zwar als Erfolg verbuchen, aber es gelang weder eine stärkere Besteuerung der Vermögenden (Vermögensabgabe-Initiative, Abstimmung vom 3. Dezember 1922) noch eine Alters- und Hinterbliebenenversicherung oder andere Ziele wie ein Verbot von Branntwein oder die Aufhebung des Getreidemonopols durchzusetzen. Deshalb drängten die gemässigteren Kräfte innerhalb der SP gegen Ende der Zwanziger Jahre immer lautstarker auf eine Regierungsbeteiligung der Arbeiterschaft. Dazu wurde erwogen, die Volkswahl des Bundesrates durch eine Volksinitiative zu erzwingen. Durch die klassenkämpferischen Positionen konnte die SP andererseits erfolgreich ein Wachstum der KPS verhindern und sie sogar in mehreren Kantonen wieder verdrängen. Bis 1928 gelang es, den Wähleranteil national auf 27,4 Prozent zu steigern und damit zur FDP, der damals stärksten bürgerlichen Partei, aufzuschliessen. Mit 50 Sitzen war die SP nun zweitstärkste politische Kraft im Nationalrat. Die Kandidatur des Zürcher Stadtpräsidenten Emil Klöti für einen Bundesratssitz 1929 scheiterte jedoch klar an der bürgerlichen Mehrheit in der Bundesversammlung.
Während in der Parteileitung der SP die Mehrheit der revolutionär-klassenkämpferischen Tendenz um das politische «Schwergewicht» Robert Grimm schwierig zu brechen war, gelang es den gemässigteren Kreisen im Schweizerischen Gewerkschaftsbund schon 1927 die Macht zu übernehmen. Als sichtbares Zeichen der politischen Kooperationsbereitschaft liess der SGB sogleich die Diktatur des Proletariats aus seinen Statuten streichen. Die Wählerschaft bestätigte diesen Kurs indirekt dadurch, dass Ernst Reinhard, der Präsident der SP, im Gegensatz zum Gewerkschafter Robert Bratschi nicht mehr als Nationalrat bestätigt wurde. Die Gewerkschafter stärkten nun innerhalb der Partei der evolutionär-demokratischen Tendenz den Rücken. Die antimilitaristische Politik der SP kam auch dadurch zunehmend unter Druck, dass im Ausland die Sozialdemokraten in den jeweiligen Ländern klar das Militär unterstützten.
In den späten Zwanziger Jahren intensivierten sich die politischen Auseinandersetzungen zwischen der SP und den Kommunisten wieder. Vehement bekämpfte die Parteileitung die sog. «Einheitsfront»-Bewegung, die eine Vereinigung der Arbeiterbewegung unter kommunistischer Führung herbeiführen wollte. Die Kommunisten gingen ihrerseits dazu über, die Sozialdemokraten als «Sozialfaschisten» zu beschimpfen. Die Haltung der SP in den «Kommunistenkrawallen» 1929 sowie später anlässlich des Streiks der Heizungsmonteure in Zürich 1932 schien diese These zu bestätigen, weil die in die lokalen und kantonalen Regierung integrierten Sozialdemokraten das harte Vorgehen der Polizei politisch mittrugen. Die teilweise gewaltsamen Konflikte der Kommunisten mit den Sozialdemokraten beschränkten sich in der Schweiz allerdings auf die grossen Städte Genf, Zürich und Basel. 1933 lehnte der nationale Parteitag der SP das Einheitsfront-Angebot der KPS ab.
In Zürich gelang der SP, unter der Führung David Farbsteins, 1928 die Erringung der Mehrheit in der Stadtregierung und im Gemeinderat. Das «Rote Zürich» wurde schweizweit zum Aushängeschild einer pragmatischen sozialdemokratischen Regierungspolitik. geprägt durch sozialpolitische Massnahmen und eine forcierte kommunale Baupolitik durch Förderung von Wohnbaugenossenschaften. Dadurch wurden die schlimmsten Auswirkungen der Weltwirtschaftskrise, die nach 1929 auch die Schweiz trafen, teilweise abgefedert.
Auf nationaler Ebene sah sich die SP nach der Wahl von Rudolf Minger, dem Führer der noch jungen Bauern-, Gewerbe- und Bürgerpartei (BGB), ins Eidgenössische Militärdepartement, mit einer verstärkten Aufrüstungspolitik konfrontiert. Minger drängte systematisch auf höhere Militärausgaben und eine Reorganisation der Armee. Besonders der Ausbau der Luftwaffe wurde von Minger angesichts der Aufrüstung in Italien und Frankreich als dringlich angesehen. Die SP verlangte, dass die von Minger dazu beantragten 20 Millionen Franken stattdessen zur Linderung der Folgen der Wirtschaftskrise verwendet werden sollten. Trotz starkem Engagement gelang es der SP jedoch nicht diese Vorlage mit hohem Symbolgehalt zu Fall zu bringen. Die öffentliche Meinung stand durch die geschickte Popularisierung des Militärs durch Minger klar hinter der Vorlage. 1930 gelang es Minger auch die Ausgabengrenze von 85 Millionen zu umgehen, so dass sie SP mit ihrer Militärpolitik vor einem Scherbenhaufen stand. Das Scheitern der internationalen Abrüstungskonferenz in Genf 1932 war schliesslich das Fanal des Sonderweges der schweizerischen Sozialdemokratie in der Militärfrage.
Eine frühe Integration der Sozialdemokratie in das politische System, die 1932 möglich geworden wäre, scheiterte an den Unruhen von Genf 1932. Der vom damaligen Genfer SP-Präsident Léon Nicole hart geführte Kampf gegen die lokale faschistische Bewegung eskalierte in einem Militäreinsatz mit 13 Toten Demonstranten und 70 Verwundeten. Obwohl Nicole innerhalb der SP als Linksabweichler galt, musste die SP ihre Sympathie mit den «Märtyrern von Genf» bezeugen und den politischen Kampf gegen das bürgerliche Lager intensivieren. Als kurzfristige Folge der Ereignisse gelang es Nicole, in den kantonalen Wahlen eine Mehrheit für die SP zu gewinnen und Genf zum ersten SP-regierten Kanton der Schweiz zu machen. Die Nachwehen von Genf vergifteten das politische Klima in der Schweiz bis weit in die Dreissiger Jahre hinein und mündete im Abstimmungkampf um die sog. «Lex Häberlin II». Mit erheblichem Einsatz gelang der SP dabei zum zweiten Mal die Verhinderung eines «schweizerischen Sozialistengesetzes». Der angeschlagene rechts-bürgerliche Bundesrat Heinrich Häberlin, ein Feindbild der SP, trat daraufhin zurück. Sowohl die SP wie auch die bürgerlichen Parteien wurden also durch die Genfer Ereignisse in die Gräben des Landesstreiks zurückgeworfen. Auch die bürgerlichen Parteien rückten nun wieder stärker zusammen.
Nachdem ab 1930 auch in der Schweiz die Weltwirtschaftskrise fühlbar geworden war, begann die SP verstärkt für den Übergang zur Planwirtschaft zu werben und forderte vom Bundesrat Massnahmen zur Organisation der Volkswirtschaft, zur Kontrolle der Schlüsselindustrien sowie der Banken und Versicherungen zu ergreifen. Bis 1933 konkretisierte die Parteileitung ihre Vorstellungen dahingehend, dass sie eine Zusammenfassung der «Arbeitenden aller Stände» (Privatarbeiter, Kleinbauern, Kleingewerbler, Intellektuelle) in der «Einheitsfront aller Werktätigen» erreichen wollte. Der Bund sollte ein Aussenhandelsmonopol errichten, umfassende Arbeitsbeschaffungsprogramme in Kraft setzen, Bauern und Gewerbe entschulden, alles finanziert durch eine Krisensteuer auf die grossen Vermögen. Um das Kleinbürgertum zu gewinnen, sollte auf eine Verstaatlichung der Produktionsmittel verzichtet werden. Diese Vorstellungen stammten im Wesentlichen aus dem Gedankengut des konstruktiven Sozialismus in der Weiterentwicklung von Hendrik de Man und waren zeitgenössisch unter dem Titel «Plan der Arbeit» bekannt.
Über der Frage, wie mit der anhaltenden Wirtschaftskrise umzugehen sei, kam es 1934 zu einem Zerwürfnis zwischen der SP und den Gewerkschaften, die in Konkurrenz zum «Plan der Arbeit» der SP die sog. Kriseninitiative  lancierten. Diese vom Volk abgelehnte Initiative war stark geprägt vom wirtschaftlichen Vordenker des SGB, dem späteren Bundesrat Max Weber. Überhaupt tendierten die Gewerkschaften unter dem Eindruck der Machtergreifung Hitlers in Deutschland eher zu einer Allianz mit Kräften der politischen Mitte, wie sie von der sog. Richtlinienbewegung (Richtlinien für den wirtschaftlichen Wiederaufbau und die Sicherung der Demokratie) und der Zeitung Nation angestrebt wurde, als mit der SP und der KPS eine «antikapitalistische Abwehrfront» am linken Parteienspektrum zu bilden.
Die Frage, wie auf die Bedrohungen durch den Faschismus und die deflationäre Wirtschaftspolitik des Bundesrates zu reagieren sei, dominierten auch die Diskussionen um eine Revision des Parteiprogrammes von 1920, die ab 1933 immer stärker wurden. Die Parteileitung wehrte sich gegen eine Revision, da sie zu Recht befürchtete, die SP werde durch Programmdiskussionen nur unnötig geschwächt oder es werde sogar eine Parteispaltung provoziert. Schliesslich erzwangen die Gewerkschaften 1934 mit der sog. «Petition der Fünfhundert» die Ausarbeitung eines neuen Parteiprogramms, das gemäss der Petition weiteste Schichten der werktätigen Bevölkerung ansprechen sollte und deshalb ein unzweideutiges Bekenntnis der Partei zur Demokratie und eine vorbehaltlose Befürwortung der Landesverteidigung beinhalten sollte.
Am Parteitag von 1935 in Luzern standen sich die beiden Hauptflügel der Partei unter dem Eindruck des Untergangs der Sozialdemokratie in Österreich (→Österreichischer Bürgerkrieg) und der Fronteninitiative unversöhnlich gegenüber. Während die evolutionär-demokratische und die gewerkschaftliche Linie die Annäherung der SP an die politische Mitte forderten und programmatische Hürden beseitigen wollten, kämpften die Pazifisten und der revolutionär-klassenkämpferische Flügel gegen den Verrat am Sozialismus. Die Parteileitung ergriff hinter den Kulissen vor dem Parteitag drastische Massnahmen, um die drohende Spaltung zu verhindern und schloss zahlreiche Exponenten des linken Flügels aus der Partei aus. Die Wehrfrage lud sich nach 1933 noch zusätzlich auf, da zahlreiche von der sozialdemokratischen Presse ausgeschlachtete Militäraffären befürchten liessen, dass die Schweizer Armee und insbesondere das Offizierskorps bereits vom Faschismus unterwandert sei. Gleichzeitig fand die von Bundesrat Minger lancierte Debatte um eine Modernisierung und Aufrüstung der Armee zur Verteidigung der schweizerischen Demokratie auch in der Arbeiterschaft immer mehr Befürworter. Bei führenden Sozialdemokraten verbreitete sich zudem die Ansicht, der Untergang der Demokratie in Deutschland und Österreich sei letztlich durch die Vernachlässigung des Militärs durch die jeweiligen Sozialdemokratischen Parteien mitverschuldet worden und die SP Schweiz müsse nun die Lehre daraus ziehen, und die das Militär wie die Politik auf demokratischem Weg «erobern» Der Parteitag vom 26. und 27. Januar 1935 stimmte schliesslich dem neuen Parteiprogramm zu, das den Plan der Arbeit propagierte, die Demokratie vorbehaltlos als Staatsform der Schweiz anerkannte und unter gewissen Bedingungen auch die Landesverteidigung zum Schutz der Demokratie befürwortete. Gleichzeitig beschloss der Parteitag aber die Nein-Parole in der bevorstehenden Abstimmung über die neue Militärorganisation mit einer verlängerten Rekrutenschule. Aussenstehende deuteten diesen Doppelbeschluss als Schwäche der SP, parteiintern wurden dadurch jedoch die antimilitaristischen Kräfte besänftigt und die Parteispaltung verhindert.
Das Parteiprogramm von 1935 ist als «Kompromiss nach rechts» zu verstehen, das nun nicht mehr wie das Programm von 1920 die Integration des radikalen linken Flügels der Partei diente, sondern die Basis für die «antikapitalistische Abwehrfront» links der Mitte liefern wollte. Die Parteileitung beabsichtigte mit diesem Programm den Umbau der SP von der Klassen- zur Volkspartei, also einen alternativen Weg zur Erringung der Mehrheit im Parlament auf demokratischem Weg. Die Befürwortung der Landesverteidigung wurde über den logischen Umweg erreicht, dass die SP sich für die militärische Verteidigung der Demokratie gegen den Faschismus einsetze, wenngleich die geistige Abwehr des Faschismus im Innern als Voraussetzung für die militärische Abwehr gegen aussen Bedingung blieb.